# Eduard Stăncioiu
Eduard Stăncioiu (Bucarest, Rumanía, 3 de marzo de 1981) es un futbolista rumano. Juega de portero y actualmente juega en el CS Universitatea Craiova FC de Rumanía.

## Biografía
Stăncioiu empezó su carrera futbolística en las categorías inferiores de un equipo de su ciudad natal, el FC Sportul Studențesc București, hasta que en la temporada 98-99 pasa a formar parte de la primera plantilla del club. En la temporada 00-01 ayuda al equipo a ascender a la Liga I, competición en la que debutaría en la campaña siguiente. Fue en el 28 de septiembre en un partido contra el FC Oțelul Galați.
El primer año en la máxima categoría del fútbol rumano el club consiguió mantenerse, pero el siguiente Stăncioiu ve cómo su equipo desciende a la Liga II. En la temporada siguiente se vuelve a lograr el objetivo marcado y el FC Sportul Studențesc București vuelve a ascender a la Liga I. En la siguiente campaña (04-05), ya en la máxima categoría, Stăncioiu realiza un gran trabajo y consigue estar invicto desde la jornada 26 hasta la 30, en total 457 minutos. En la temporada siguiente el equipo realiza un excelente campeonato luchando entre los equipos grandes del país para finalmente, acabar en cuarta posición.
En 2006 ficha por su actual club, el CFR Cluj. Con este equipo se proclama campeón de Liga y Copa en 2008.

## Selección nacional
Ha sido internacional con la selección de fútbol de Rumania en 1 ocasión. Su debut como internacional se produjo el 31 de mayo de 2008 en el partido Rumania 4 - 0 Montenegro.
Fue convocado para participar en la Eurocopa de Austria y Suiza de 2008. Su convocatoria llegó a última hora, ya es que Stăncioiu fue llamado para sustituir al lesionado Dănuț Coman. No llegó a disputar ningún encuentro en esa competición debido a que el portero titular de Rumania, Bogdan Lobonţ, jugó todos los encuentros.

## Clubes
| Club                            | País    | Año           |
| ------------------------------- | ------- | ------------- |
| FC Sportul Studențesc București | Rumania | 1998-2006     |
| CFR Cluj                        | Rumania | 2006-2014     |
| ASA Targu Mures                 | Rumania | 2014-2016     |
| Steaua de Bucarest              | Rumania | 2016-2018     |
| CS Universitatea Craiova FC     | Rumania | 2018-Presente |

## Títulos
- 1 Liga de Rumania (CFR Cluj, 2008)
- 1 Copa de Rumania (CFR Cluj, 2008)